# Zisterzienserinnenabtei Fontenelle

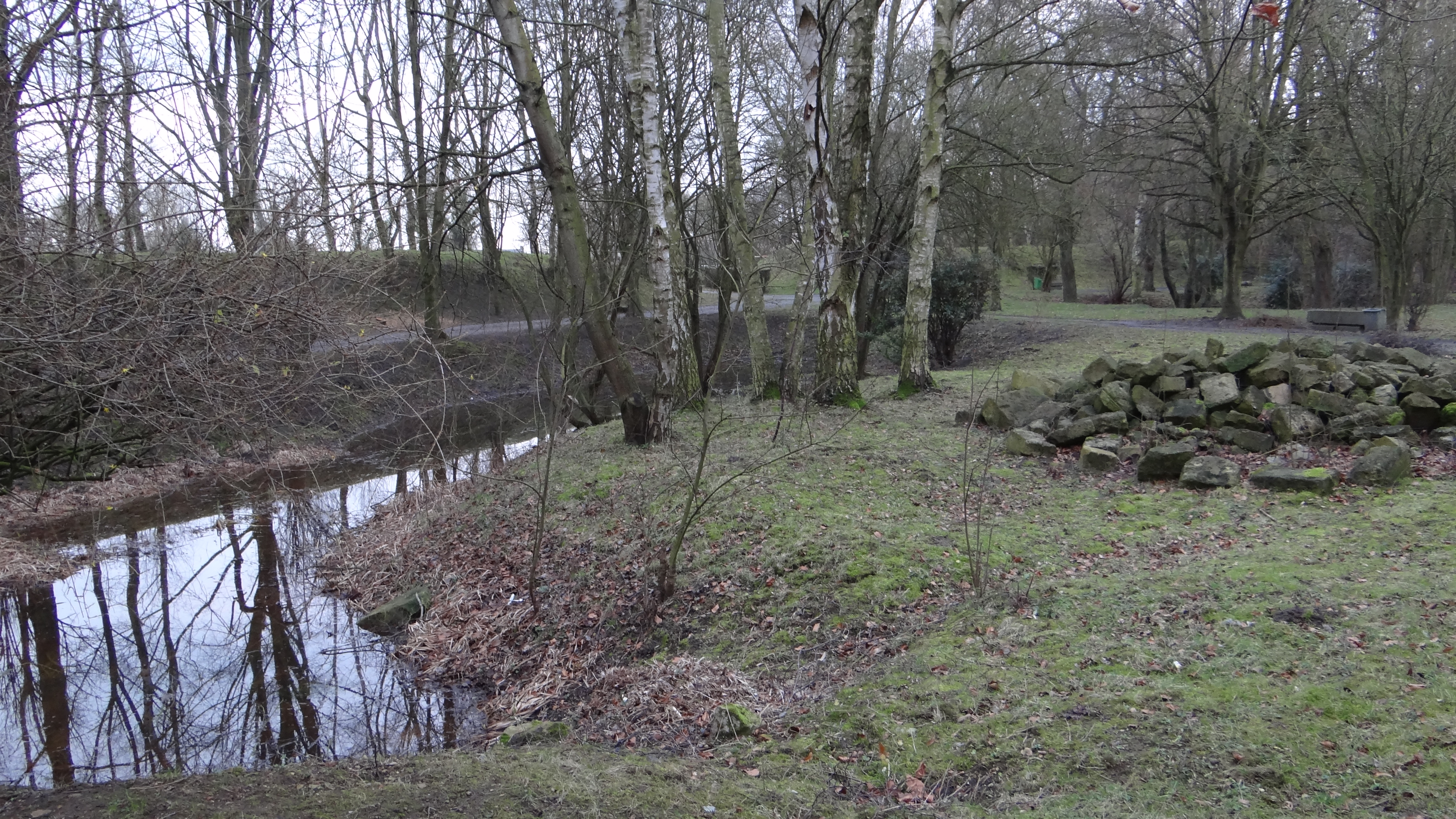
Archäologischer Park

Die Zisterzienserinnenabtei Fontenelle war von 1212 bis 1793 ein französisches Kloster der Zisterzienserinnen in Maing, Département Nord. Sie ist nicht zu verwechseln mit der Augustinerabtei Notre-Dame des Fontenelles in La Roche-sur-Yon und der Benediktinerabtei Fontenelle (649–787, späterer Name: Abtei Saint-Wandrille).

## Geschichte
Die Abtei wurde 1212 südlich Valenciennes am Ufer der Schelde gegründet, wurde 1218 zisterziensisch und war im 14. Jahrhundert berühmt, als 1337 Jeanne de Valois (1294–1352), Tochter von Karl I. (Valois), Schwester von König Philipp VI. (Frankreich), Gemahlin von Wilhelm III. (Holland) und Schwiegermutter von Ludwig dem Bayern, als Witwe in das Kloster eintrat und dort starb. Im Laufe der Geschichte mehrfach zerstört, von der Französischen Revolution 1793 vernichtet, war die Abtei vergessen, bis 1977 durch Bauarbeiten am Schelde-Kanal Reste zutage traten, die archäologisch aufgearbeitet wurden und teilweise im Museum von Valenciennes ausgestellt sind. Am Ort selbst ist ein Park für Besucher zugänglich.